# Cratere Urk
Urk  è un cratere sulla superficie di Marte.